# Logede (Karangnongko)
Logede is een bestuurslaag in het regentschap Klaten van de provincie Midden-Java, Indonesië. Logede telt 2386 inwoners (volkstelling 2010).